# 索洛德卡巴爾卡
47°23′5″N 35°47′11″E / 47.38472°N 35.78639°E
索洛德卡巴爾卡（烏克蘭語：Солодка Балка）是位於烏克蘭東南部的村莊，由扎波羅熱州波洛希區的托克馬克市鎮負責管轄。該村始建於1869年，面積3,165平方公里，2001年人口193，人口密度每平方公里0.06人。